# MacCharlie
MacCharlie was een hardware-add-on voor de originele Apple Macintosh 128K die door Dayna Communications op de markt gebracht werd. Het stelde gebruikers in staat om DOS-software voor de IBM PC uit te voeren. De naam verwijst naar een toenmalige IBM PC-reclamecampagne met het personage "The Tramp" van Charlie Chaplin. Omdat het product op 2 april 1985 geïntroduceerd werd dachten sommigen aanvankelijk dat het om een aprilgrap ging.

## Ontwerp
MacCharlie bestaat uit een uitbreiding die aan het chassis van de Macintosh bevestigd wordt, in combinatie met een toetsenbordextensie met functietoetsen en een numeriek toetsenbord dat ontbrak op het originele toetsenbord van Apple.
De uitbreidingseenheid bevindt zich aan de rechterkant van de Mac en bevat in wezen een complete IBM compatibele computer met een 4,77 MHz 8088-processor, 256 KB RAM (uitbreidbaar tot 640 KB) en een 5,25-inch diskettestation met een capaciteit van 360 KB. Er was plaats voorzien voor een tweede diskettestation. Verder kon er ook een 8087-FPU toegevoegd worden. Achteraan bevonden zich twee RS-422 seriële poorten, een RS-232 seriële poort en een poort om een extra uitbreidingschassis aan te sluiten.

## Gebruik
De DOS-omgeving, die in een venster draaide, ondersteunde alleen tekst en liet niet toe dat er gelijktijdig een Macintosh-applicatie werd uitgevoerd. De Mac diende uitsluitend als terminal: MacCharlie voerde alle DOS-verwerking zelf uit en stuurde videogegevens via een van de RS-422-poorten naar de Mac voor weergave. Gebruikers hadden echter wel nog steeds toegang tot de Macintosh-menubalk en de Macintosh Bureau-accessoires. De MacCharlie software bood ook de mogelijkheid om op een eenvoudige manier gegevens te kopiëren tussen Macintosh- en MS-DOS-diskettes.
Het feit dat er gebruik gemaakt werd van een relatief trage seriële verbinding met de Mac, in combinatie met de dalende prijzen van echte IBM PC-compatibele computers, droeg bij aan de korte levensduur van MacCharlie.

## Fotogalerij

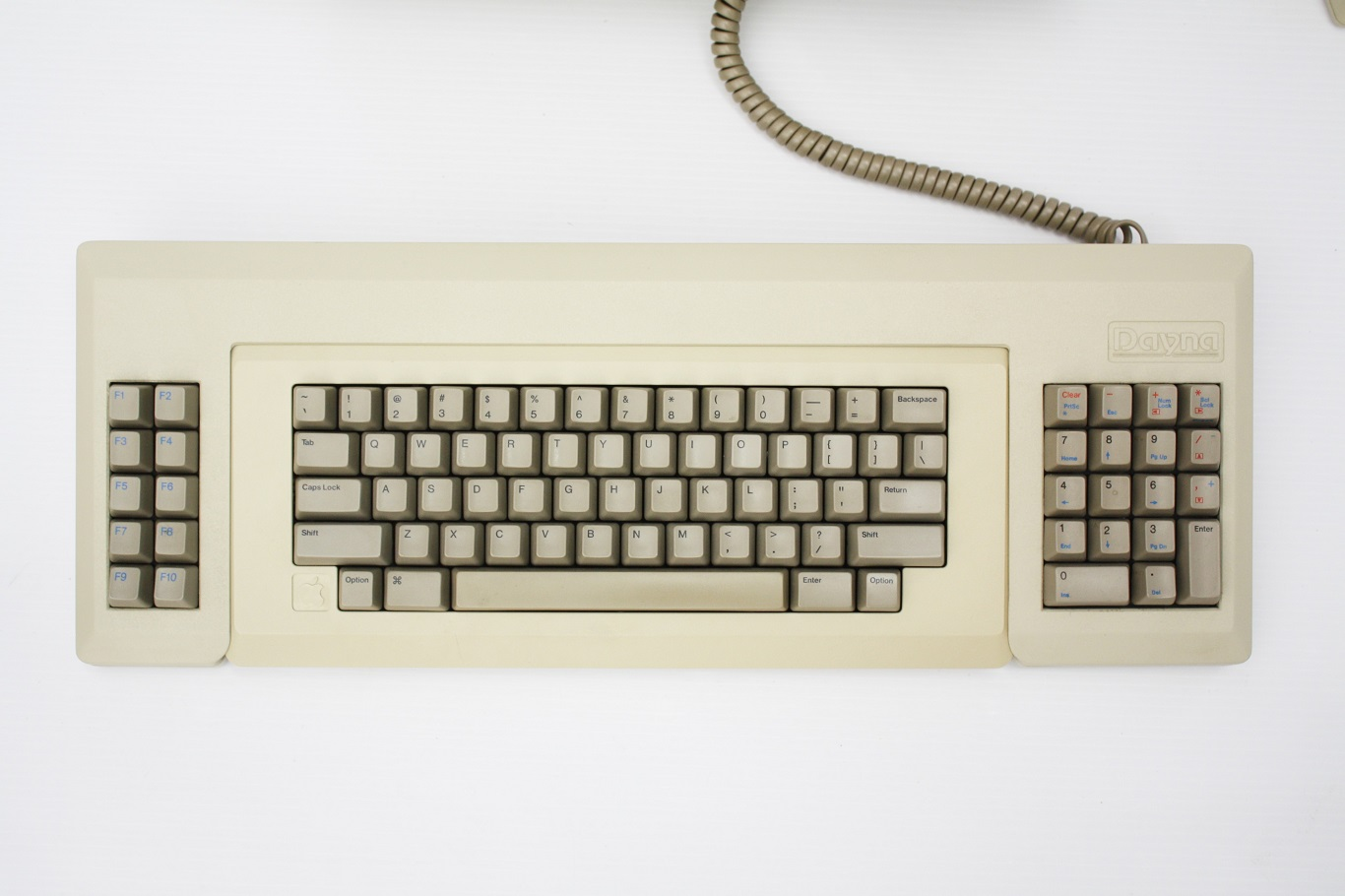
Toetsenbordextensie bevestigd aan het originele Macintosh-toetsenbord
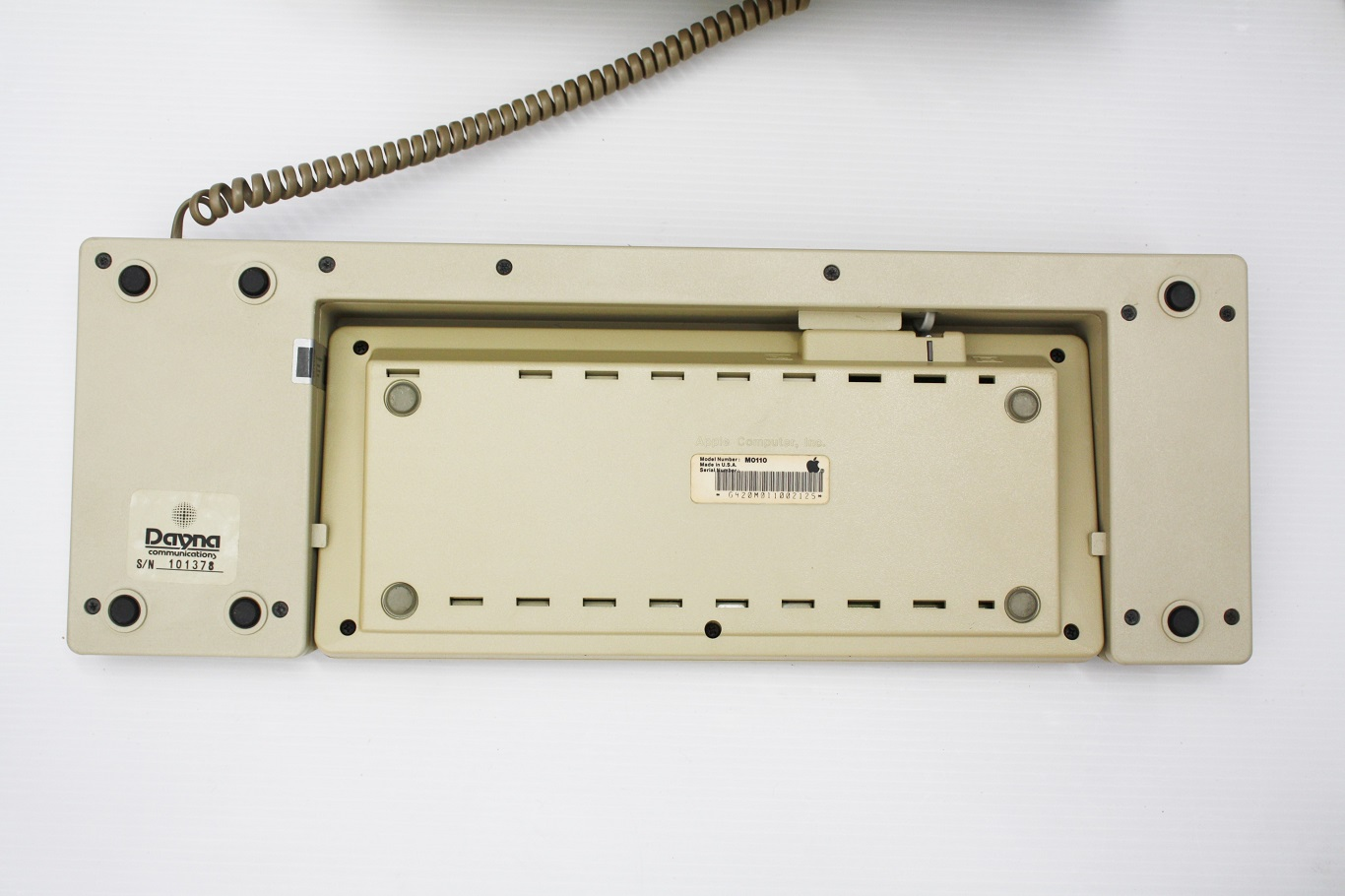
Onderkant van beide toetsenborden
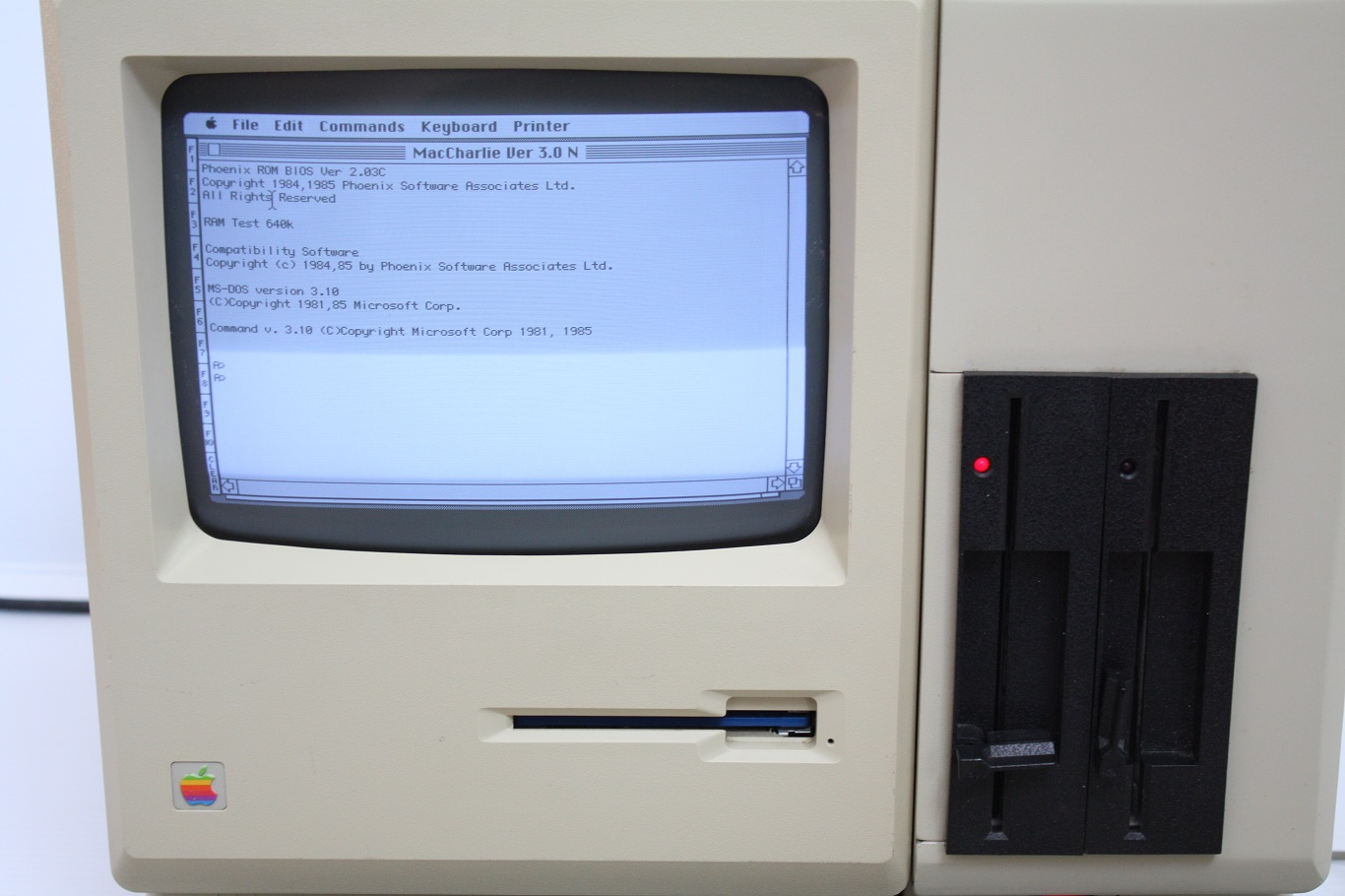
MS-DOS versie 3.10 in het terminalprogramma van MacCharlie